# Antrohyphantes rhodopensis
Antrohyphantes rhodopensis là một loài nhện trong họ Linyphiidae.
Loài này thuộc chi Antrohyphantes. Antrohyphantes rhodopensis được Drensky miêu tả năm 1931.